# 托尼·马钱特
托尼·马钱特（英語：Tony Marchant，1937年8月28日—），澳大利亚男子自行车运动员。他曾代表澳大利亚参加1956年夏季奥林匹克运动会自行车比赛，联同伊恩·布朗获得男子双人自行车金牌。